# Marijo Strahonja
Marijo Strahonja (Zágráb, 1975. augusztus 21. –) horvát nemzetközi labdarúgó-játékvezető.

## Pályafutása

### Nemzeti játékvezetés
2002-ben lett a Prva HNL játékvezetője.

### Nemzetközi játékvezetés
A Horvát labdarúgó-szövetség Játékvezető Bizottsága (JB) terjesztette fel nemzetközi játékvezetőnek, a Nemzetközi Labdarúgó-szövetség (FIFA) 2004-től tartotta nyilván bírói keretében. Több nemzetek közötti válogatott és klubmérkőzést vezetett, vagy működő társának 4. bíróként segített. FIFA JB besorolás szerint elit kategóriás bíró. A horvát nemzetközi játékvezetők rangsorában, a világbajnokság-Európa-bajnokság sorrendjében többedmagával a 3. helyet foglalja el 6 találkozó szolgálatával. Válogatott mérkőzéseinek száma: 11 (2013).

#### Világbajnokság
A világbajnoki döntőhöz vezető úton Dél-Afrikába a XIX., a 2010-es labdarúgó-világbajnokságra valamint Brazíliába a XX., a 2014-es labdarúgó-világbajnokságra a FIFA JB bíróként alkalmazta.

##### 2010-es labdarúgó-világbajnokság

###### Selejtező mérkőzés
| Időpont             | Helyszín                 | Mérkőzés típusa           | Mérkőzés                | Eredmény | Nézők száma |
| ------------------- | ------------------------ | ------------------------- | ----------------------- | -------- | ----------- |
| 2008. szeptember 10 | Városi Stadion, Tórshavn | előselejtező (7. csoport) | Feröer-szigetek–Románia | 0 – 1    | 805         |

##### 2014-es labdarúgó-világbajnokság

###### Selejtező mérkőzés
| Időpont           | Helyszín                  | Mérkőzés típusa           | Mérkőzés                 | Eredmény | Nézők száma |
| ----------------- | ------------------------- | ------------------------- | ------------------------ | -------- | ----------- |
| 2012. október 12. | Hrazdan Stadion, Jereván  | előselejtező (B. csoport) | Örményország–Olaszország | 1 – 3    | 25 000      |
| 2013. március 26. | Aviva Stadion, Dublin     | előselejtező (C. csoport) | Írország–Ausztria        | 2 – 2    | 31 500      |
| 2013. október 15. | Nemzeti Stadion, Bukarest | előselejtező (D. csoport) | Románia–Észtország       | 2 – 0    | 18 852      |

#### Európa-bajnokság

##### U21-es labdarúgó Európa-bajnokság
Dánia rendezte a 18., a 2011-es U21-es labdarúgó-Európa-bajnokságot, ahol a FIFA/UEFA JB hivatalnokként vette igénybe szolgálatát.
| Időpont          | Helyszín                | Mérkőzés típusa              | Mérkőzés              | Eredmény | Nézők száma |
| ---------------- | ----------------------- | ---------------------------- | --------------------- | -------- | ----------- |
| 2011. június 14. | Városi Stadion, Aalborg | csoportmérkőzés(A. csoport)  | Svájc–Izland          | 2 – 0    | 1903        |
| 2011. június 19. | Városi Stadion, Herning | csoportmérkőzés (B. csoport) | Ukrajna–Spanyolország | 0 – 3    | 3302        |

---
Az európai labdarúgó torna döntőjéhez vezető úton Ukrajnába és Lengyelországba a XIV., a 2012-es labdarúgó-Európa-bajnokságra az UEFA JB játékvezetőként foglalkoztatta.

##### 2012-es labdarúgó-Európa-bajnokság

###### Selejtező mérkőzés
| Időpont             | Helyszín                 | Mérkőzés típusa           | Mérkőzés            | Eredmény | Nézők száma |
| ------------------- | ------------------------ | ------------------------- | ------------------- | -------- | ----------- |
| 2010. szeptember 7. | Red Bull Arena, Salzburg | előselejtező (A. csoport) | Ausztria–Kazahsztán | 2 – 0    | 22 500      |
| 2011. október 7.    | GSP Stadion, Nicosia     | előselejtező (H. csoport) | Ciprus–Dánia        | 1 – 4    | 2408        |

#### Nemzetközi kupamérkőzések

##### Intertotó-kupa
| Időpont          | Helyszín                           | Mérkőzés típusa             | Mérkőzés             | Eredmény |
| ---------------- | ---------------------------------- | --------------------------- | -------------------- | -------- |
| 2005. június 25. | Mestský Stadion, Dubnica nad Váhom | előselejtező (első forduló) | MFK Dubnica–Vasas SC | 2 – 0    |

## Magyar vonatkozás
| Időpont            | Helyszín             | Mérkőzés típusa             | Mérkőzés              | Eredmény | Nézők száma |
| ------------------ | -------------------- | --------------------------- | --------------------- | -------- | ----------- |
| 2012. november 14. | Népstadion, Budapest | felkészülési (875. csoport) | Magyarország–Norvégia | 0 – 2    | 16 000      |